# Elecciones legislativas de Argentina de 1928
Las elecciones legislativas de Argentina de 1928 tuvieron lugar el domingo 1 de abril del mencionado año, al mismo tiempo que las elecciones presidenciales, con el objetivo de renovar 80 de los 158 escaños de la Cámara de Diputados de la Nación, que cumplirían mandato hasta 1932, representando a diez de los catorce distritos electorales nacionales. Asimismo, se realizaron elecciones a un Colegio Electoral en la ciudad de Buenos Aires, para renovar una de las dos bancas que correspondían a la Capital Federal en el Senado, siendo el único distrito electoral que renovaba senadores por un mecanismo electoral semidirecto a tal fin, y no totalmente indirecto por medio de las legislaturas provinciales. Seis provincias (Buenos Aires, Catamarca, Córdoba, Santa Fe, Santiago del Estero, y Tucumán) renovaron una banca senatorial ese año, mientras que la provincia de San Luis renovó ambas bancas, y la provincia de Mendoza dejó una vacante, que no fue llenada durante el período legislativo subsiguiente.
El partido gobernante y movimiento político dominante del país en ese momento, la Unión Cívica Radical (UCR), disputó las elecciones presidenciales con la candidatura de Hipólito Yrigoyen, quien ya había sido presidente entre 1916 y 1922, para suceder a Marcelo Torcuato de Alvear. Un sector del radicalismo, contrario a la figura de Yrigoyen, presentó la candidatura de Leopoldo Melo, líder de la Unión Cívica Radical Antipersonalista (UCR-A). El desgastado conservadurismo, depuesto en 1916 con el advenimiento del sufragio secreto, apoyó la candidatura de Melo por medio de la Confederación de las Derechas (CD), que creó un "Frente Único" con el radicalismo antipersonalista, permitiendo la primera polarización electoral entre dos candidaturas. Por su parte, el Partido Socialista (PS), enfrentaba una creciente crisis interna, que culminó con la fundación del Partido Socialista Independiente (PSI), una facción disidente más cercana al conservadurismo, que le disputó al socialismo «antiguo» su bastión en la Capital Federal. Por su parte, otro competidor del radicalismo en el campo reformista, el Partido Demócrata Progresista (PDP), se vio muy debilitado y redujo su presencia a la provincia de Santa Fe.
Al mismo tiempo que Yrigoyen era reelegido en forma abrumadora, el radicalismo yrigoyenista obtuvo un contundente triunfo legislativo con un 56,89% de los votos positivos emitidos en todo el país y 53 de los 80 escaños en disputa, facilitándose una amplísima mayoría absoluta en el legislativo, con 94 de los 158 escaños totales. A pesar de la novedad que constituyó su unidad en las urnas, la oposición conservadora sufrió una dura derrota incluso en distritos donde hasta entonces se había mostrado competitivo, como Córdoba y San Luis, donde era hegemónico. El radicalismo contrario a Yrigoyen, en todas sus variantes, sufrió también una debacle. El Frente Único logró el 29,05% de los votos y 21 escaños, quedando con 54. Beneficiado por la división del socialismo, la UCR se impuso también en Capital Federal y logró investir a Diego Luis Molinari como senador nacional, mientras que el Partido Socialista Independiente derrotó al Partido Socialista «antiguo» en la contienda por la minoría, ingresando al legislativo con 6 bancas y dejando al socialismo sin nueva representación, con solo 4 escaños obtenidos en la elección anterior. El PDP no obtuvo escaños, y finalmente se vio fuera del Congreso por primera vez.
Los cargos electos asumieron en abril, pero no pudieron completar su mandato constitucional debido al golpe de Estado del 6 de septiembre de 1930, la primera interrupción exitosa del orden constitucional de la historia argentina.

## Reglas electorales

### Sistema electoral
Los comicios se realizaron bajo el texto constitucional sancionado en 1853. Dicha carta magna establecía que la Cámara de Diputados de la Nación Argentina debía estar compuesta por representantes de cada uno de los distritos argentinos considerados "provincias", y la ciudad de Buenos Aires, en calidad de Capital Federal de la República. Por tal motivo, los territorios nacionales no gozaban de representación parlamentaria. Del mismo modo, los diputados se elegirían por mitades de manera escalonada cada dos años, con mandatos de cuatro años para cada diputado.
En ese momento existían trece provincias, lo que junto a la Capital Federal daba un total de catorce distritos electorales. El sistema electoral empleado era el de mayoría y minoría o lista incompleta, bajo el cual los dos partidos más votados obtenían toda la representación. También el sistema adoptó el Panachage el cual dio a los electores la posibilidad de tachar o adicionar candidatos en las listas. En algunas provincias, con tan solo dos diputados de representación, el escrutinio era en la práctica mayoritario, con las dos bancas correspondiendo al partido más votado. Estos distritos no renovaban de manera escalonada.

### Bancas a renovar
| Provincia           | Bancas totales | Bancas a elegir | Bancas a elegir | Bancas a elegir |   |
| Provincia           | Bancas totales | Totales         | Mayoría         | Minoría         |   |
| ------------------- | -------------- | --------------- | --------------- | --------------- | - |
| Buenos Aires        | 42             | 24              | 16              | 8               |   |
| Capital Federal     | 32             | 18              | 12              | 6               |   |
| Catamarca           | 2              | —               | —               | —               |   |
| Córdoba             | 15             | 10              | 7               | 3               |   |
| Corrientes          | 7              | 3               | 2               | 1               |   |
| Entre Ríos          | 9              | 3               | 2               | 1               |   |
| Jujuy               | 2              | —               | —               | —               | — |
| La Rioja            | 2              | —               | —               | —               | — |
| Mendoza             | 6              | 3               | 2               | 1               |   |
| Salta               | 3              | —               | —               | —               | — |
| San Juan            | 3              | —               | —               | —               | — |
| San Luis            | 3              | 3               | 2               | 1               |   |
| Santa Fe            | 19             | 10              | 7               | 3               |   |
| Santiago del Estero | 6              | 3               | 2               | 1               |   |
| Tucumán             | 7              | 3               | 2               | 1               |   |
| Total               | 158            | 80              | 54              | 26              |   |

## Resultados
|  | 56,89 % |

|  | 5,33 % |

|  | 4,93 % |

|  | 4,48 % |

|  | 2,65 % |

|  | 2,46 % |

|  | 2,45 % |

|  | 1,88 % |

|  | 1,54 % |

|  | 1,19 % |

|  | 1,13 % |

|  | 0,85 % |

|  | 0,15 % |

|  | 29,05 % |

|  | 5,30 % |

|  | 3,88 % |

|  | 1,16 % |

|  | 0,32 % |

|  | 0,27 % |

|  | 0,16 % |

|  | 0,11 % |

|  | 0,05 % |

|  | 0,02 % |

|  | 0,01 % |

|  | 0,03 % |

|  | 2,74 % |

|  | 94,75 % |

|  | 5,25 % |

|  | 100 % |

|  | 83,12 % |

## Resultados por distrito
|  | 54,89 % |

|  | 16,75 % |

|  | 9,02 % |

|  | 5,24 % |

|  | 4,52 % |

|  | 0,26 % |

|  | 0,04 % |

|  | 9,28 % |

|  | 95,72 % |

|  | 4,28 % |

|  | 100 % |

|  | 83,54 % |

|  | 48,54 % |

|  | 19,53 % |

|  | 17,23 % |

|  | 10,72 % |

|  | 1,35 % |

|  | 0,79 % |

|  | 0,78 % |

|  | 0,57 % |

|  | 0,20 % |

|  | 0,16 % |

|  | 0,08 % |

|  | 0,04 % |

|  | 94,24 % |

|  | 5,76 % |

|  | 100 % |

|  | 91,72 % |

|  | 76,24 % |

|  | 23,76 % |

|  | 91,21 % |

|  | 8,79 % |

|  | 100 % |

|  | 71,37 % |

|  | 40,25 % |

|  | 34,05 % |

|  | 25,47 % |

|  | 0,21 % |

|  | 0,00 % |

|  | 0,00 % |

|  | 0,00 % |

|  | 0,00 % |

|  | 96,50 % |

|  | 3,50 % |

|  | 100 % |

|  | 80,83 % |

|  | 57,13 % |

|  | 41,85 % |

|  | 0,88 % |

|  | 0,14 % |

|  | 93,76 % |

|  | 5,01 % |

|  | 0,00 % |

|  | 1,24 % |

|  | 100 % |

|  | 90,95 % |

|  | 52,53 % |

|  | 40,20 % |

|  | 3,91 % |

|  | 3,25 % |

|  | 0,11 % |

|  | 93,08 % |

|  | 6,92 % |

|  | 100 % |

|  | 88,06 % |

|  | 51,44 % |

|  | 48,56 % |

|  | 98,10 % |

|  | 1,90 % |

|  | 100 % |

|  | 81,04 % |

|  | 64,25 % |

|  | 25,73 % |

|  | 8,41 % |

|  | 0,98 % |

|  | 0,63 % |

|  | 97,10 % |

|  | 2,90 % |

|  | 100 % |

|  | 85,28 % |

|  | 49,65 % |

|  | 42,78 % |

|  | 7,57 % |

|  | 99,10 % |

|  | 0,90 % |

|  | 100 % |

|  | 73,84 % |

|  | 75,37 % |

|  | 24,63 % |

|  | 88,80 % |

|  | 11,20 % |

|  | 100 % |

|  | 71,57 % |

1. ↑  Falleció el 31 de julio de 1929. Lo reemplaza Ernesto C. Boatti (UCR) en 1930.
2. ↑  Electo para completar el mandato de Alejandro M. Gigena (1926-1930).
3. ↑  Falleció el 24 de junio de 1929. Lo reemplaza Amancio González Zimmermann (UCR) en 1930.